# Riazuddin
Pour les articles homonymes, voir Riazuddin (homonymie).
Compléments
- Frère jumeau du physicien Fayyazuddin (en)[1]

Riazuddin (ourdou: رياض الدين), né le 10 novembre 1930 à Ludhiana (Pendjab) en Inde britannique et mort le 9 septembre 2013, est un physicien théoricien pakistanais internationalement connu pour ses travaux en physique des hautes énergies et en physique nucléaire.

## Biographie

### Jeunesse
Riazuddin naît le 10 novembre 1930 à Ludhiana en Inde britannique. À Ludhiana, lui et son frère Fayyazuddin étudient au Islamia High School. Après la partition des Indes, sa famille migre au Pakistan et s'installe à Lahore.

### Formation
Dès l'âge de 17 ans, Riazuddin fréquenta l'université du Pendjab, où il eut Abdus Salam (prix Nobel de physique 1979) comme enseignant, et où il obtint, en 1951, son bachelor's degree en mathématiques.
En 1953, il obtint un master's degree en mathématiques appliquées et fit ses premiers travaux de recherche avec Abdus Salam, qui joua un rôle très important dans toute sa carrière — c'est par exemple avec son aide que Riazuddin entra à la prestigieuse université de Cambridge, en 1955. Son mémoire de master concerne l'étude des concepts fondamentaux en physique mathématique.
En 1959, il obtint son doctorat sous la supervision de Abdus Salam à Cambridge. Sa thèse (Charge Radius of Pion) se situait dans le domaine de la chromodynamique quantique et portait sur les propriétés des pions, les particules dont l'échange entre les nucléons (protons et neutrons) assure la cohésion du noyau atomique,.
Durant toutes ses études supérieures, Abdus Salam fut son guide,.

### Carrière
En 1959, Riazuddin devint professeur à l'université du Pendjab.
En 1963, il voyagea aux États-Unis où il conduisit, jusqu'en 1965, des recherches post-doctorales à l'université de Rochester. Puis, il passa un an à l'université de Pennsylvanie où il enseigna la physique. En 1966, il rejoignit à Chicago d'autres physiciens — son frère jumeau Fayyazuddin (en), Faheem Hussain (en), et Peter Rotelli  — pour former avec eux un groupe de recherche, le Relativity Group (Groupe de la relativité), à l'Institut Enrico-Fermi de l'université de Chicago.

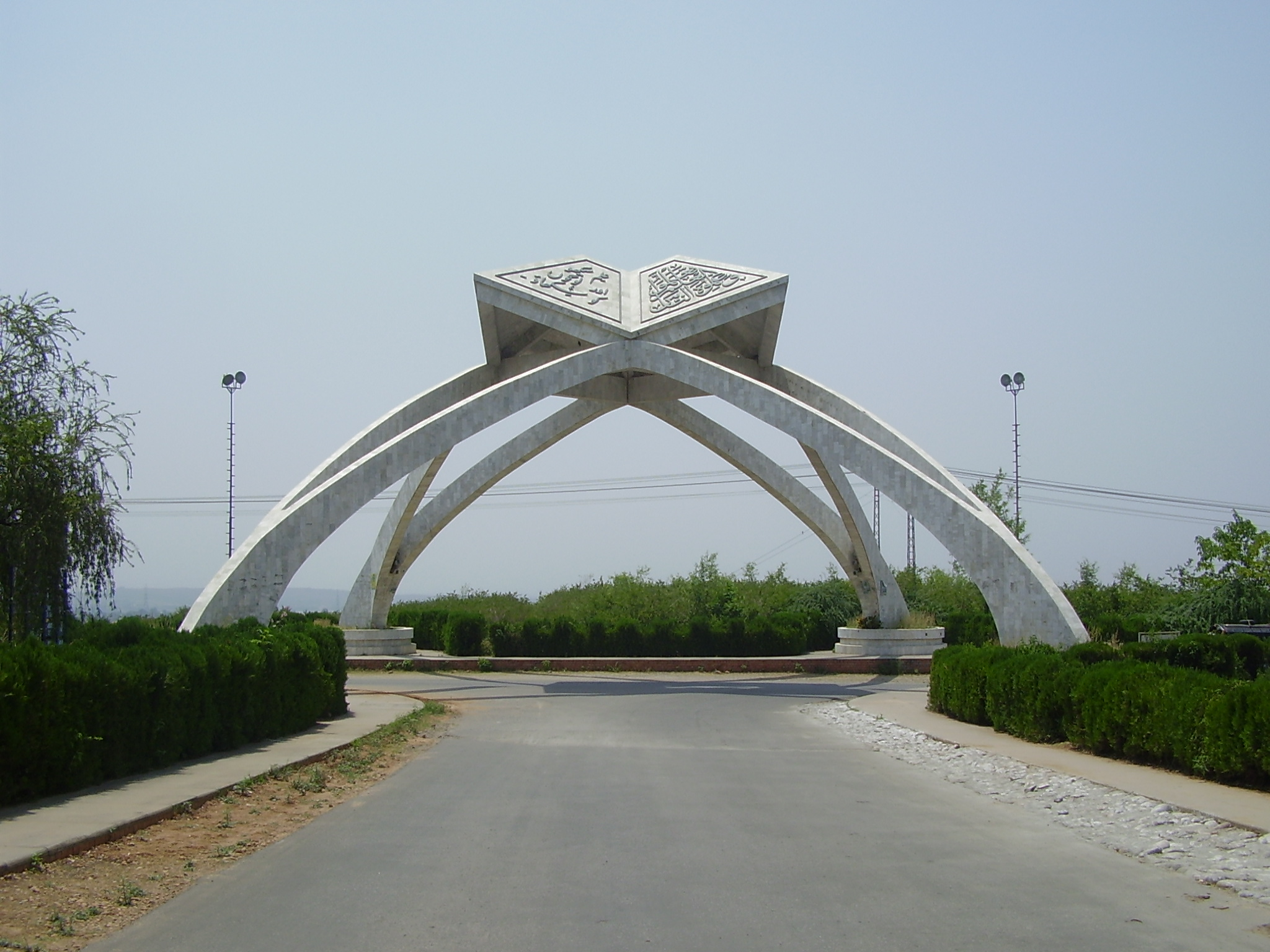
Entrée de l'université Quaid-i-Azam

En 1968, Riazuddin rentra au Pakistan, à la demande d'Abdus Salam, et rejoignit l'institut de physique de l'université Quaid-i-Azam. Il entreprit alors des recherches sur des domaines variés : la théorie des cordes, la théorie de la relativité, la physique des particules et la physique nucléaire. Plus tard, les scientifiques du Relativity Group le rejoignirent au Pakistan, à la demande d'Abdus Salam pour développer la physique théorique au Pakistan.
En 1970, Riazuddin retourna aux États-Unis où il devint professeur invité en mathématiques à l'université du Maryland. La même année, il rejoignit, à Trieste, le Centre international de physique théorique (ICTP) de nouveau à la demande d'Abdus Salam. Il y fonda, là aussi, avec d'autres élèves du prix Nobel pakistanais, un groupe en physique théorique.
En 1971, il partit au Royaume-Uni pour rejoindre le laboratoire de Daresbury où il obtint un poste de chercheur associé sénior. Il forma là-bas de jeunes chercheurs britanniques à la physique nucléaire.
En 1981, il devint professeur de physique et mathématiques invité à l'université de l'Iowa ainsi qu'à l'Institut polytechnique et université d'État de Virginie.
En 1982, il retourna au Pakistan à l'université Quaid-i-Azam comme professeur de physique théorique. La même année, il devient directeur du département de mathématiques et statistiques tout en enseignant la physique dans le département de physique à l'université du Roi Fahd du Pétrole et des Mines en Arabie saoudite.
En 1983, Riazuddin et Asghar Qadir rejoignirent Abdus Salam à l'ICTP où ils travaillèrent ensemble.
En 1998, il retourna au Pakistan dans le groupe de physique théorique du Pakistan Atomic Energy Commission (PAEC) où furent finalisées à ce moment les dernières préparations pour la création des armes atomiques pakistanaises (le premier essai nucléaire souterrain du Pakistan est réalisé le 28 mai 1998).
Enfin, il devint, en 1999, directeur du Centre Abdus Salam pour la Physique (en) à Islamabad,. Il créa cette structure, au sein de la 'Quaid-i-Azam University, pour réaliser le rêve de celui qui avait joué un rôle si important dans sa carrière et qui venait de décéder en 1996. Riazuddin déclara, en effet, que le centre national de physique était « l'accomplissement d'un rêve d'Abdus Salam ». Il a pour objectif de donner une dimension internationale aux physiciens pakistanais et de leur permettre « de travailler avec des scientifiques de classe mondiale », notamment en poursuivant une activité de physique expérimentale en coopération avec l'Organisation européenne pour la recherche nucléaire (CERN).

### Mort
Riazuddin meurt le 9 septembre 2013 à Islamabad des suites d'un cancer de la prostate,.

## Postérité
Mondialement connu pour ses travaux en physique théorique, il a notamment collaboré au grand collisionneur des hadrons du CERN, où il a apporté des contributions théoriques importantes.
Au Pakistan, il est notamment célèbre en raison de sa participation au Theoretical Physics Group (TPG) qui donna naissance à l'école pakistanaise de physique théorique. Riazuddin a joué un rôle très important, à la suite de son mentor Abdus Salam, dans la formation de plusieurs générations de chercheurs pakistanais en physique.
À la Commission pour l'énergie atomique du Pakistan — la Pakistan Atomic Energy Commission, qu'il quitta pour prendre sa retraite en 2000 —, il a travaillé avec le physicien Raziuddin Siddiqui (en).
Il a joué, de plus, un rôle important dans la conception et le développement des armes nucléaires du Pakistan. Il fut proche du premier ministre Zulfikar Ali Bhutto.

## Contributions scientifiques significatives
Le point central de son travail concernait l'utilisation des théories de jauge pour le développement de modèles mathématiques pour expliquer les expériences en physique des particules. Parmi ses contributions, on peut citer :
- L'introduction de la matrice de mélange tribimaximale et leptogénèse dans le mécanisme de see-saw[20].
- Les travaux sur le modèle non standard[21].
- La découverte de la relation Kawarabayashi-Suzuki-Riazuddin-Fayyazuddin[1] (KSRF).
- Les travaux en chromodynamique quantique : études de l'influence de l'interaction forte sur la stabilité des noyaux dans les atomes. Démonstration que les effets de charge intervenant dans les forces entre les nucléons sont liés à la différence de masse entre les pions chargés et les pions neutres[1].

## Distinctions
Riazuddin a reçu plusieurs décorations civiles au Pakistan :
- 1999 : Tamgha-e-Imtiaz (en)[10] (« Médaille d'Excellence »).
- 1999 : Hilal-i-Imtiaz (en)[10] (« Croissant d'Excellence »).
- 1999 : Sitara-i-Imtiaz[14] (« Étoile d'Excellence »).

ainsi que divers prix internationaux :
- 1979 : médaille d'or de l'Académie pakistanaise des sciences[4],[10].
- 2000 : prix COMSTECH en physique[22].
- 2000 : Prix international Al-Khwârizmî (en)[10].

## Publications

### Ouvrages
- (en) Riazuddin, R. E. Marshak et C. P. Ryan, Theory of Weak Interaction in Particle Physics, New-York, John Wiley, 1969[10].
- (en) Riazuddin et Fayyazuddin, Quantum Mechanics, Singapour, World Scientific, 1990, 485 p. (ISBN 9971-5-0752-8 et 978-9-9715-0752-7, lire en ligne)[10].
- (en) Riazuddin et Fayyazuddin, A Modern Introduction to Particle Physics, Singapour, World Scientific, 2000 (lire en ligne)[10].
- (en) Riazuddin, Fayyazuddin et Jamil Aslam, Theory of Relativity, World Scientific, 2015, 228 p. (ISBN 978-981-4641-89-0 et 981-4641-89-8, présentation en ligne)